# Protea acuminata
Protea acuminata là một loài thực vật có hoa trong họ Quắn hoa. Loài này được Sims miêu tả khoa học đầu tiên.